# Calamus pseudotenuis
Calamus pseudotenuis är en enhjärtbladig växtart som beskrevs av Odoardo Beccari. Calamus pseudotenuis ingår i släktet Calamus och familjen Arecaceae. Inga underarter finns listade i Catalogue of Life.